# Tây Đệ (trấn)
Tây Đệ (tiếng Trung: 西递镇; bính âm: Xidizhèn, âm Hán Việt: Tây Đệ trấn) là một thị trấn danh lam thắng cảnh lịch sử thuộc huyện Y, nằm ở phía bắc của tỉnh An Huy, nước Cộng hòa nhân dân Trung Hoa.

## Hành chính
Tây Đệ được chia thành 6 đơn vị hành chính cấp thôn. Toàn bộ các đơn vị này đều là thôn.
- Thôn: Tây Đệ (西递村), Ải Phong (靄峰村), Nguyên Xuyên (源川村), Diệp Thôn (叶村村), Thạch Ấn (石印村), Đàm Khẩu (潭口村)